# Lotus mlanjeanus
Lotus mlanjeanus är en ärtväxtart som beskrevs av Jan Bevington Gillett. Lotus mlanjeanus ingår i släktet käringtänder, och familjen ärtväxter. Inga underarter finns listade i Catalogue of Life.